# Martin Styk
Martin „Styko“ Styk (* 23. Februar 1996) ist ein slowakischer E-Sportler in der Disziplin Counter-Strike: 2, ehemals in der Disziplin Counter-Strike. Er spielt derzeit für das Team Monte.

## Karriere
Styk begann seine Karriere in der Disziplin Counter-Strike 2011 beim Team SnoopYgame, wo er in lokalen Turnieren angetreten ist.
Im August 2012 wechselte er mit dem Team ex-BEASTS zu der Disziplin Counter-Strike: Global Offensive. Im September wechselte er zu eternal Playerz, bevor er sich einen Monat später NecroRaisers anschloss. Im April 2013 wechselte er zur slowakischen Organisation nEophyte, welche er im September in Richtung eSuba verließ.
Nachdem Styk eSuba nach ungefähr einem Jahr verlassen hatte, schloss er sich wieder nEophyte an. Von August 2015 bis September 2015 spielte er kurzzeitig für die tschechische Organisation Fraternitas, bevor er im Oktober zu HellRaisers wechselte. Mit seinem neuen Team nahm er an der ESL Pro League Season 2 teil, welche sein erstes großes internationales Turnier war.
2016 gewann er die Copenhagen Games 2016 und die ESEA Season 21: Premier Division. Zudem erzielte er einen zweiten Platz bei der  DreamHack European Minor at Tours 2016 und einen Halbfinaleinzug bei der CEVO Pro League Season 9.
2017 nahm er mit dem Eleague Major: Atlanta 2017 erstmals an einem Major-Turnier teil, welches er auf dem 15.–16. Gesamtrang beendete. Mit HellRaisers erzielte er in diesem Jahr zudem einen zweiten Platz bei der DreamHack Open Tours 2017 und einen Halbfinaleinzug bei der StarLadder i-League StarSeries Season 3, der Adrenaline Cyber League 2017 und der DreamHack Open Atlanta 2017. Im August wechselte Styk zur deutschen E-Sport-Organisation Mousesports. Mit Mouz gewann er 2017 die ESG Tour Mykonos 2017. Überdies erreichte er den zweiten Platz bei der DreamHack Open Winter 2017 und der Esports Championship Series Season 4 und das Halbfinale bei der DreamHack Open Denver 2017.
Im folgenden Jahr erzielte er im Eleague Major: Boston 2018 den 5.–8. Platz. Zudem gewann er in der ersten Jahreshälfte die StarLadder & i-League StarSeries Season 4 und das V4 Future Sports Festival - Budapest 2018. Zudem erreichte er den zweiten Platz bei der ESL One: Belo Horizonte 2018 und den 3.–4. Rang bei der Intel Extreme Masters XIII - Sydney und der StarSeries & i-League CS:GO Season 5. Nachdem er im Juni auf die Bank gesetzt worden war, spielte er für einen Monat bei Cloud9 auf Leihbasis. Im Faceit Major: London 2018 erzielte er mit C9 den 12.–14. Gesamtrang. Im Oktober kehrte er in die aktive Aufstellung von Mousesports zurück.
Nachdem er Anfang 2019 mit seinem Team die Qualifikation für das IEM Major: Katowice 2019 verpasst hatte, wurde er erneut auf die Bank gesetzt. Anschließend wechselte er zum Team NoChance, welches im Laufe des Jahres zunächst von SMASH Esports und später von Godsent übernommen wurde.
2020 erreichte Styk das Halbfinale bei der ICE Challenge 2020 und der DreamHack Masters Winter 2020: Europe. Im Januar 2021 wurde sein Team von der chinesischen Organisation FunPlus Phoenix verpflichtet. In diesem Jahr siegte er bei dem Snow Sweet Snow #1 und er erreichte das Finale bei der DreamHack Open January 2021: Europe. Nachdem er das Team im November verlassen hatte, wechselte er 2022 zu Apeks.
Mit einem gewonnenen Preisgeld von über 300.000 $ gehört er nach Preisgeld zu den erfolgreichsten E-Sportlern der Slowakei.